# Бонохов, Дмитрий Михайлович
Дмитрий Михайлович Бонохов — белорусский государственный деятель, председатель Бобруйского горисполкома (2006—2014).

## Биография
Родился 26 августа 1972 года в деревне Пячковичи Мстиславского района. До 1979 года жил с родителями в поселке Сузун Новосибирской области, затем в Мстиславле.
Там окончил школу № 1 и работал слесарем Мстиславского автопарка № 12. Отслужив в армии, поступил в Гомельский кооперативный институт, специальность «бухгалтерский учёт, анализ и контроль». Позже окончил Академию управления при Президенте Республики Беларусь по специальности «экономика промышленного предприятия» (2005).
С 1997 г. работал директором розничного торгового предприятия Мстиславского райпотребсоюза. С 2000 г. первый заместитель председателя Осиповичского райисполкома. В июне 2005 года назначен директором РУП «Климовичский ликероводочный завод».
С 26 декабря 2006 года председатель Бобруйского горисполкома. В августе 2014 года уволился по собственному желанию.
С 4 марта 2015 г. директор ОАО «Бобруйский мясокомбинат». В конце 2020 года назначен на должность гендиректора Могилевского государственного объединения «Мясомолпром». С 1 августа 2022 г. директор Минского хладокомбината № 2.